# فرانسواز دستور
فرانسواز دستور (به فرانسوی: Françoise Dastur)،(۱۷ آوریل ۱۹۴۲) فیلسوف و مترجم فرانسوی است. او استاد دانشگاه نیس سوفیا آنتیپولیس است.

## زندگی‌نامه
فرانسواز دستور در شهر لیون به دنیا آمد. او بین سال‌های ۱۹۶۴ تا ۱۹۹۵ در دانشگاه پانتئون-سوربن تدریس می‌کرد. از سال ۱۹۹۵ تا ۱۹۹۹ در دانشگاه پاریس ۱۲ ول دو مرن (منطقه کرتی) تدریس کرد؛ و از سال ۱۹۹۹ تا ۲۰۰۳ در دانشگاه نیس سوفیا آنتیپولیس به تدریس پرداخت. تخصص او بیشتر در زمینه پدیدارشناسی (فلسفه) آلمان و فرانسه است. او کتاب‌ها و مقالات بسیاری به خصوص در مورد ادموند هوسرل، مارتین هایدگر، موریس مرلو-پونتی، ژاک دریدا، پل ریکور، هانس-گئورگ گادامر منتشر کرده‌است.